# Фонберг Ігнатій Матвійович
Ігна́тій Матві́йович Фо́нберг (пол. Ignacy Fonberg; *20 січня 1801, м. Більськ Підляський, Польща — 23 жовтня 1891) — польський і російський хімік.

## Біографія
1817 року закінчив гімназію у місті Білосток. Вступивши до Віленського університету, вивчав хімію під керівництвом професора Анджея Снядецького.
Від 1821 року працював у Віленському університеті, від 1829 року — його професор. Від 1832 року — професор Віленської медико-хірургічної академії. Від 1840 року — професор університету святого Володимира в Києві (нині Київський національний університет імені Тараса Шевченка).

### Київський період
Майже 20 років (у 1840—1859 роках) Фонберг був завідувачем кафедри хімії Київського університету. В університеті Фонберг викладав органічну та неорганічну хімію та вперше ввів практичні заняття студентів з хімії, організувавши роботу хімічної лабораторії. Спочатку лабораторія розташовувалася у двох маленьких кімнатах підвального приміщення приватного будинку в Липках, від 1843 року — в червоному корпусі на території, яку тепер орендує банк. Заняття в ній розпочалися 1848 року. Сама лабораторія була розрахована на роботу 22 студентів.
1859 року вийшов у відставку. Після нього кафедру очолив Дмитро Миколайович Абашев.

## Наукова діяльність
Наукові праці Фонберга стосувалися здебільшого загальної хімії та основ хімічної технології.
Розробляв польську наукову термінологію.
у 1831—1837 роках досліджував Друскінінкайські мінеральні води.